# Anthony Balaam
Anthony Balaam (n. 9 de julio de 1965), también conocido como El estrangulador de Trenton, es un asesino en serie estadounidense que violó y asesinó a cuatro prostitutas entre 1994 y 1996 en Trenton, Nueva Jersey, atrayéndolas con drogas a cambio de encuentros sexuales. Balaam fue capturado luego de que su potencial quinta víctima escapó, posteriormente recibiendo cadena perpetua por sus crímenes.

## Primeros años
En el tiempo de los asesinatos, Balaam, originario de Trenton, vivía en el número 421 de Stuyvesant Avenue con un compañero de cuarto. Aunque era consumidor de crack, mantuvo una relación de diez años con una mujer con la que tuvo dos hijos, además de ser descrito como un joven modesto, educado y de voz suave. No solía interactuar mucho con sus vecinos, y se mudó temporalmente a Detroit entre julio de 1995 y enero de 1996, antes de regresar a Trenton. Fue arrestado en múltiples ocasiones, por delitos de drogas y robo, previo a su captura.

## Asesinatos
El modus operandi de Balaam consistía en recorrer las calles, en un rango de tres kilómetros de su casa, en busca de posibles víctimas. Se acercaba a prostitutas a primeras horas del día, ofreciéndoles crack a cambio de sexo, luego iban a un lugar más aislado y Balaam sacaba un cuchillo para amenazarlas, entonces procedía a violarlas y estrangularlas.
Balaam se deshizo de tres de los cuerpos en terrenos baldíos, mientras que el último lo dejó en un hotel en desuso. Su posible quinta víctima consiguió escapar luego de haber sido violada el 16 de febrero, y al menos otra mujer logró huir ilesa.
Las víctimas fueron:
- Karen Denise Patterson, de 41 años – 24 de octubre de 1994
- Valentina Cuyler, de 29 años – 19 de marzo de 1995
- Connie Hayward, de 27 años – 10 de abril de 1995
- Debora Ann Walker, de 37 años – 29 de julio de 1996

## Arresto, juicio y sentencia
Catherine Emerson, una vecina de Balaam, fue contactada la mañana del 29 de julio de 1996 por otro vecino, quien le dijo que saliera a ver. Al hacerlo, descubrió el cuerpo de una mujer de complexión pequeña tendido sobre la hierba en un terreno cercano. Cuando se denunció, la policía rápidamente determinó que se trataba del cuerpo de Walker. Poco después se encontró otro cuerpo en las cercanías; ambas mujeres habían sido violadas antes de morir, y las pruebas de ADN del semen apuntaban a Balaam.
Balaam fue arrestado sin demora, pero permaneció tranquilo y sereno, hablando con los detectives de manera educada. Admitió ser responsable de los estrangulamientos, describiendo la ira y el poder que sintió mientras estrangulaba lentamente a las mujeres. Su culpabilidad se confirmó tras ser identificado por la mujer que consiguió escapar.
Antes de ser llevado a la corte, los investigadores se contactaron con sus colegas en Detroit para determinar si Balaam pudo haber cometido asesinatos ahí. Un investigador de homicidios de la ciudad descartó que Balaam fuera sospechoso de casos sin resolver dentro o en los alrededores del área. Una vez aclarado esto, comenzó el juicio. Balaam fue acusado de los asesinatos, además de cargos por robo y posesión de armas ilegales. Después de un juicio que duró cinco años, Anthony Balaam fue condenado y sentenciado a cadena perpetua.